# G3型巡洋戦艦
| G3型巡洋戦艦       | G3型巡洋戦艦 |
| ------------------ | --- |
|                    | |
| 艦級概観           | |
| 艦種               | 巡洋戦艦 |
| 艦名               | 形容詞または提督の名（推測）                                                                                           |
| 前級               | アドミラル級（フッド）                                                                                                 |
| 次級               | なし |
| 同型艦             | 計画のみ4隻 |
| 性能諸元（計画値） | |
| 排水量             | 48,400トン |
| 全長               | 862 ft 6 in（263 m）                                                                                                   |
| 全幅               | 106 ft（32.3 m） |
| 吃水               | 32 ft 6 in（9.9 m） |
| 機関               | 20缶（9缶室） 蒸気ギヤードタービン 160,000馬力                                                                         |
| 最大速力           | 31.5 / 32ノット |
| 乗員               | 1,716名（計画） |
| 兵装               | 16インチ（406 mm）45口径砲3連装 3基 6インチ（152 mm）砲連装 8基 4.7インチ（119 mm）対空速射砲 6基 10連装ポンポン砲 4基 |
| 装甲               | 水線14インチ（356 mm） バーベット部14インチ（356 mm） 甲板4.5インチ（114 mm）-9インチ（229 mm）                        |

G3型巡洋戦艦（G3がたじゅんようせんかん）は、第一次世界大戦後に、日本とアメリカの艦隊拡張計画の報に接してイギリス海軍で設計された巡洋戦艦の艦級。同型4隻は、当時存在したあらゆる戦艦よりも大きく、速く、より重武装だった（ただし他国の計画の中にはより大きなものがあった）。巡洋戦艦に類別されたのは、同時に計画されたN3型戦艦と比較して高速でありながら、火力と装甲が下回っていたことによる。G3は16インチ（406 mm）砲9門を装備して32ノットの速力を発揮すると考えられたが、N3は高速をあきらめる代償として18インチ（457 mm）砲9門を搭載することになっていた。G3は一般には巡洋戦艦と呼ばれるが、実質的には高速戦艦であったと考えられている。
G3の設計は1921年8月12日に海軍本部委員会の承認を得た。発注は10月に行われたが、戦艦建造を制限することを目的としてワシントン海軍軍縮会議が開催されたことにより、11月に中断された。そして建造される戦艦の排水量を35,000トン以下に制限したワシントン海軍軍縮条約の採択によってキャンセルされた。

## 背景
1916年、アメリカ合衆国は「どの国にも負けない（"second to none"）」海軍を建設するという意向を宣言し、議会も多数の戦艦と巡洋戦艦の建造を承認した。第一次世界大戦が終ると、日本政府もまた建艦計画に着手した。一方イギリスでは、第一次世界大戦の予測に基づいて、戦前のクイーン・エリザベス級戦艦の次にはより遅くかつより安価なリヴェンジ級戦艦を建造した。しかも戦時の急造の必要から、リヴェンジ級戦艦のうち2隻はレナウン級巡洋戦艦に変更されていた。戦争中に起工された唯一の新主力艦はアドミラル級巡洋戦艦だったが、その設計には1916年のユトランド沖海戦の後に異論が投じられ、4隻中3隻がキャンセルとなり、フッドのみが設計を変更した上で完成させられた。
アメリカの計画は、戦時中は小型艦建造の必要があったために遅れていた。しかしそれでもイギリス海軍本部の予想では1920年代初期までにイギリスが隻数で下回ることになっていた。イギリスは、スカパ・フロー軍港で自沈したドイツ大洋艦隊のうち、浮揚されたバイエルン級戦艦バーデンなどによってドイツの技術に触れ、また戦争の経験から学んでもいた。海軍委員会は、新造の艦はすべてアメリカの新しいレキシントン級巡洋戦艦に匹敵する速力（32ノットと予測された）を持たねばならないと結論付けた。 
それにより、排水量44,500トンから53,100トンの範囲で一連の設計案が作られた。制限はイギリス国内の造船所の能力に納まるかということと、スエズ運河が通過可能であることだけだった。これらの設計案には、KからGまで遡るかたちで文字が割り振られ、同時に進められた戦艦設計案にはLから先の文字が割り当てられた。数字の3は主砲が3連装砲塔に納められるということから来たものである。

## 設計
G3には、弩級艦時代の主力艦には（少なくともイギリス艦には）なかったいくつかの新機軸が取り入れられていた。最も顕著な特徴は主砲と艦橋構造物が機関スペースの前に集中して置かれたことで、まるでタンカーのような外観を呈していた。
G3は既存の造船所施設を使うことになっていたが、このレイアウトにより、設計者は艦の全長を（装甲重量とともに）最小とすることが可能となった。艦尾方向に主砲の向けられないという問題は、戦艦が舷側方向の敵と戦うことを目的づけられているということで説明できると考えられた。G3とN3の共通の特徴は、前方の2砲塔の後ろに置かれた塔型艦橋構造物である。これは乱気流の発生を減らすことによって射撃管制装置の架台の安定をもたらし、また爆風により悪影響が生じるのを防いだ。
装甲の重量を最小限に抑えるために「オール・オア・ナッシング」の考え方、つまり集中防御方式が採用された。艦の各部分は、まったく装甲が施されないか、可能な限り厚く装甲されるかのいずれかに分けられた。この方式はネバダ級戦艦から始まった当時のアメリカ海軍の戦艦設計の影響を受けたものだが、そもそもこれを始めたのは、ヴィクトリア朝時代のイギリス海軍の造船総監ナサニエル・バーナビーが設計した中央砲郭艦であった。またこれに加えて、徹底的に設計され、テストされた水中防御システムも一緒に採用された。
イギリスの造船会社は他国海軍のために3連装砲塔を製造したことはあったが、イギリス海軍自身がそれを装備するのは初めてのことだった。G3の主砲については、ドイツの事例に基づき、比較的軽い砲弾を使うことにより砲口初速を高めることが選択された。それは、それまでイギリスで採用していたマークＩ・42口径15インチ砲が重い砲弾を比較的遅い砲口初速で発射していたのと対照的だった。しかし、試験の結果問題が発見され、砲口初速は下げられた。マークI・16インチ砲は2,000ポンドの弾丸を35,000ヤード（32,000 m）先に到達させることができた。
G3は副砲として6インチ砲16門を、砲郭でなく連装砲塔に納めて装備した。これは、イギリス主力艦としては、1904年のロード・ネルソン級戦艦で初めて採用された方式である。8基の砲塔のうち4基は防郭（シタデル）の周囲に、残り4基は艦尾に配置された。加えて、4.7インチ対空砲が、専用の射撃管制装置とともに装備された。それ以前の艦では、対空砲の操作は手動で航空機の大まかな方向に対して向けられていたが、この方式では効果がないことはすでに明らかとなっていた。対空火器としてはこの他に、より小型のものとして、2ポンド砲の砲身を10本束ねた「ポンポン砲」を4基装備した。これは1砲身あたり毎分50回ないし75回の連射が可能であり、航空攻撃を阻止するための多数の砲弾を空中に打ち上げることを目的としていた。
先行の艦級と同じく（そして第一次世界大戦を通じて効果を上げていなかったにもかかわらず）、舷側には魚雷発射管が装備された。ただしこの新戦艦に搭載されるはずであり、最終的にネルソン級に装備された魚雷は、酸素推進のものだった。この武器に関する報告がなされたことが、日本海軍が"long lance"として知られる一連の酸素魚雷を開発するきっかけとなった。

## キャンセル
第一次大戦後の海軍列強間の建艦競争を抑制することを目的とするワシントン海軍軍縮条約の成立により、1921年11月には戦艦の建造が凍結され、翌1922年2月には最終的にキャンセルされた。N3型は4隻とも発注が行われたがいずれも起工には至らなかった。これについて、N3はイギリス海軍によってアメリカや日本に条約への署名を強要するために利用されたのではないかとする見解もある。しかし、ワシントン海軍軍縮会議以前に海軍本部が示した行動は、すべてこれら4隻の完成を前提としている。N3用の18インチ砲の供給が遅れる見通しだったため、G3はN3より先に建造されることになっていた。16インチ砲を製造できる会社はその時点で4社あったのに対し、18インチ砲を供給できる会社は1社のみだった。
G3の設計の特徴の多くは最終的に2隻のネルソン級戦艦に取り入れられており、その設計はしばしばG3の縮小であると言われる。実際、ネルソン級の設計にはO3という記号が与えられており、「N3の次」の設計であることが示されている。そしてネルソン級は、節約と、主砲口径に関する条約の16インチ以下という制限を満たすために、すでに製造が始まっていたG3用の砲を流用して建造された。

## 艦名
G3級は公式には命名されていないが、可能性のある命名プランはいくつか考えられていた。G3級4隻が命名されると推測された艦名は、ひとつは第一次世界大戦当時の巡洋戦艦から受け継いだ「インヴィンシブル」、「インドミタブル」、「インフレキシブル」、「インディファティガブル」とするものであり、また別の案はもう一つのアドミラル級になるというもので、その場合の艦名は「ネルソン」、「ロドニー」、「アンソン」、「ハウ」と考えられた。